# Pristiterebra miranda
Pristiterebra miranda é uma espécie de gastrópode do gênero Pristiterebra, pertencente a família Terebridae.